# Baruch Dego
Baruch Dego (ur. 26 marca 1981 w Etiopii) - reprezentant Izraela. Od 2017 roku gra w drużynie Maccabi Ironi Aszdod.
Dego karierę rozpoczynał w zespole Maccabi Ironi Aszdod. Następnie został zawodnikiem FC Aszdod, powstałego na skutek rozwiązania Maccabi. W 2001 roku przeszedł do Maccabi Tel Awiw, gdzie wygrał mistrzostwo i trzy krajowe puchary. Kiedy zespół z Tel Awiwu występował w rozgrywkach Ligi Mistrzów (sezon 2004/05) Baruch był jedynym piłkarzem tego klubu, który zdobył bramki w fazie grupowej. Zdobył dwie bramki przeciwko Ajaxowi (zwycięstwo Maccabi 2:1), jedną bramkę z rzutu karnego przeciwko Juventusowi (remis 1:1) oraz ponownie z 11 metrów przeciwko Bayernowi (porażka Maccabi 5:1).
Po sezonie 2004/05 został oddany do lokalnego rywala swojej byłej drużyny - Hapoelu Tel Awiw. W rozrachunku za Dego do Maccabi przeszedł John Paintsil. W 2008 roku rozegrał jeden mecz w Maccabi Netanja, a niedługo potem powrócił do Aszdod. W 2010 roku wyjechał na Cypr. Najpierw grał w Nea Salamina Famagusta, a następnie odszedł do Apollonu Limassol.
W czerwcu 2017 roku wrócił do swojego pierwszego zespołu Maccabi Ironi Aszdod, który występuje w Liga Bet (czwarta liga w Izraelu).